# Graeme Frislie
Graeme Frislie, né le 2 février 2001 à Kalispell, dans l'État du Montana, aux États-Unis, est un coureur cycliste américano-australien, spécialiste de la piste. Il représente l'Australie jusqu'en février 2025, avant de courir pour les États-Unis.

## Biographie
Graeme Frislie est né à Kalispell, dans le Montana aux États-Unis. Il passe son adolescence à Bacchus Marsh et Ballarat, dans l'État de Victoria, en Australie, où il se fait remarquer sur piste. 
Il est un habitué de l'équipe nationale australienne, avec laquelle il est sacré vice-champion du monde d'omnium chez les juniors (moins de 19 ans) en 2019. En 2022, il est  champion d'Océanie de course à élimination et de poursuite par équipes, épreuve dans laquelle il est médaillé de bronze aux Jeux du Commonwealth cette même saison. En 2024, il concourt aux côtés de Liam Walsh, sous les couleurs de l'Australie, lors des tests d'été de Fiorenzuola et Pordenone.
En mars 2025, il participe à la Coupe des nations à Konya sous les couleurs américaines.

## Palmarès sur piste

### Championnats du monde
| Édition / Épreuve                   | Omnium |
| Francfort-sur-l'Oder 2019 (juniors) | Argent |

### Coupe des nations
- 2022
  - 1er de la poursuite par équipes à Milton (avec Josh Duffy, James Moriarty et Conor Leahy)
- 2024
  - 3e de la course à l'élimination à Hong Kong
- 2025
  - 2e de la poursuite par équipes à Konya

### Jeux du Commonwealth
| Édition / Épreuve | Poursuite par équipes |
| Birmingham 2022   | Bronze                |

### Championnats d'Océanie
| Édition / Épreuve | Poursuite par équipes | Omnium | Élimination | Américaine |
| Brisbane 2022     | Or                    | Bronze | Or          |            |
| Brisbane 2023     | Bronze                |        |             | Argent     |
| Cambridge 2024    | Argent                | Argent | Argent      |            |

### Championnats d'Australie
- 2019
  -  Champion d'Australie du kilomètre juniors
  -  Champion d'Australie de poursuite par équipes juniors
  -  Champion d'Australie de l'américaine juniors
  -  Champion d'Australie du scratch juniors
- 2020
  - 2e du scratch
  - 3e du kilomètre
- 2021
  -  Champion d'Australie de poursuite par équipes
  -  Champion d'Australie du scratch
  -  Champion d'Australie de course à élimination
- 2022
  -  Champion d'Australie de poursuite par équipes
  -  Champion d'Australie de l'américaine
  -  Champion d'Australie d'omnium
  -  Champion d'Australie de course à élimination
  - 2e du scratch

## Palmarès sur route
- 2019
  - 2e du championnat d'Australie du critérium juniors
- 2022
  -  Champion d'Australie du critérium espoirs
  - 2e étape du Tour de Tasmanie
- 2023
  -  Champion d'Australie du critérium espoirs
- 2024
  - Tour de Brisbane
  - Tour du Gippsland : 
    - Classement général
    - 1re et 3e étapes

  - 8e étape du Tour de Southland